# 3 Brygada Rakiet Operacyjno-Taktycznych
3 Warszawska Brygada Artylerii (3 BA) / 3 Frontowa Brygada Rakiet Operacyjno-Taktycznych (3 BROT) – związek taktyczny Wojsk Rakietowych Sił Zbrojnych PRL i RP.

## Formowanie i zmiany organizacyjne
Formowanie jednostki rozpoczęto w 1964 roku, w garnizonie Biedrusko. Pierwszy etat Grupy Organizacyjno-Przygotowawczej stworzono zarządzeniem Szefa SG WP 28 lutego 1964. Proces tworzenia brygady trwał  cztery lata z uwagi na oczekiwanie na docelowe zestawy rakietowe 9K72 (R-300), które otrzymano z ZSRR dopiero w 1968 roku. Jedynie do szkolenia używano zestawów 9K51 (R-170) 32 Brygady Artylerii. Zarządzeniem z 31 maja 1968 roku przekształcono Grupę w 36 Brygadę Artylerii - rakietowy związek taktyczny szczebla frontowego. W 1969 brygada wzięła udział w szkoleniu poligonowym na terenie ZSRR, gdzie wykonano pierwszy start rakiety bojowej uzyskując oceną bardzo dobrą. Podobne strzelania odbyły się również w 1979, 1982 i 1987. Brygada uczestniczyła w wielu ćwiczeniach, w tym m.in. w sojuszniczych ćwiczeniach Układu Warszawskiego: "Odra-Nysa 69", "Tarcza-76" i "Sojusz 81"
Rozkazem z 13 sierpnia 1969, Brygada została przemianowana na 3 Warszawską Brygadę Artylerii, przejmując tradycje 3 Warszawskiej Brygady Artylerii Haubic. Swoje święto Brygada obchodziła w dniu 17 stycznia – dzień wyzwolenia Warszawy.
W czasie pokoju brygada podporządkowana była dowódcy Śląskiego Okręgu Wojskowego, a na wypadek wojny dowódcy Frontu Polskiego wystawianego przez wojska operacyjne WP.
Brygada w okresie wojny mogła niszczyć uderzeniami rakietowo–jądrowymi i chemicznymi cele znajdujące się w planowanym pasie natarcia Frontu. Głowice jądrowe i chemiczne miały pochodzić ze składów Armii Radzieckiej.
W styczniu 1993 3 Brygada Artylerii została przekształcona w 3 Pułk Rakiet im. Króla Stefana Batorego.
Pułk rozformowano we wrześniu 2001.

## Skład i uzbrojenie
dowództwo
- 27 dywizjon artylerii (27 da) Jednostka Wojskowa 4718
  - bateria dowodzenia
  - dwie baterie startowe (2 wyrzutnie w każdej baterii)[b]
  - pluton obsługi technicznej
  - sekcja gospodarcza
  - sekcja remontu pojazdów
- 28 dywizjon artylerii (28 da) Jednostka Wojskowa 4731
  - bateria dowodzenia
  - dwie baterie startowe (2 wyrzutnie w każdej baterii)
  - pluton obsługi technicznej
  - sekcja gospodarcza
  - sekcja remontu pojazdów
- bateria dowodzenia
- bateria techniczna
- bateria meteorologiczna
- kompania maszyn inżynieryjnych
- kompania zaopatrzenia
- bateria ochrony
- pluton chemiczny
- połączone warsztaty remontowe

Uzbrojenie brygady stanowiło początkowo 6 samobieżnych wyrzutni rakietowych systemu 9K72 Elbrus – wyrzutnie rakietowe typu 9P117 (R-300) na podwoziu samochodu ciężarowego MAZ-543P, które mogły odpalać rakiety R-14 z głowicą jądrową o mocy 20, 40 lub 100 kT. (oznaczenie NATO - Scud B). Głowice jądrowe do rakiet jednakże znajdowały się w magazynach Armii Radzieckiej na terenie Polski i miały być udostępnione na wypadek wojny. W 1976 roku Brygada otrzymała dwie dalsze wyrzutnie i jej dywizjony przeformowano na 4 wyrzutnie w każdym.
W drugiej połowie lat osiemdziesiątych planowano wprowadzić na uzbrojenie brygady nowy typ wyrzutni 9K714 Oka (R-400) o zwiększonym zasięgu (oznaczenie NATO - Spider). Problemy gospodarcze kraju spowodowały, że z zamiaru tego zrezygnowano.

## Kadra brygady
Dowódcy
- płk dypl. Józef Petruk 1965-1968
- płk dypl. Marian Nafalski 1968-1975 (późniejszy szef WSzW Kalisz)
- płk dypl. Włodzimierz Kwaczeniuk 1975-1978
- płk dypl. Zdzisław Palimąka 1978-1984 (późniejszy szef WSzW Poznań)
- płk dypl. Czesław Borowski 1984-1986 (późniejszy szef Wojsk Rakietowych i Artylerii Wojsk Lądowych)
- płk dypl. Zygmunt Demidowski 1986-1991 (późniejszy szef Wojsk Rakietowych i Artylerii ŚOW)
- płk dypl. Stanisław Jodłowski 1991-1992 (późniejszy szef WSzW Zielona Góra)

Oficerowie:
- gen. bryg. Andrzej Piotrowski